# Привольный (Волгоградская область)
Привольный — посёлок в Светлоярском районе Волгоградской области, административный центр Привольненского сельского поселения.

## История
Основан как центральная усадьба совхоза имени Юркина. С 1936 года в составе Ворошиловского района Сталинградской области. В 1958 году переименован в посёлок Привольный, совхоз имени Юркина — в совхоз «Привольный». В составе Светлоярского района — с 1965 года.

## Физико-географическая характеристика
Посёлок расположен в степи в пределах западной покатости Ергенинской возвышенности, относящейся к Восточно-Европейской равнине, в изголовьях балки, относящейся к водосборному бассейну реки Мышкова. Средняя высота над уровнем моря — 138 метров. В окрестностях посёлка распространены каштановые солонцеватые и солончаковые почвы.
Географическое положение
По автомобильным дорогам расстояние до областного центра города Волгограда (до центра города) составляет 96 км, до районного центра посёлка Светлый Яр — 76 км. 
Климат
Климат континентальный, засушливый, с жарким летом и относительно холодной и малоснежной зимой (согласно классификации климатов Кёппена — Dfa). Среднегодовая температура воздуха положительная и составляет + 8,2 °C. Средняя температура самого холодного января −7,2 °С, самого жаркого месяца июля +23,9 °С. Многолетняя норма осадков — 377 мм. В течение года количество осадков распределено относительно равномерно: наименьшее количество осадков выпадает в марте (норма осадков — 24 мм), наибольшее количество — в июне (39 мм).

## Население
Динамика численности населения
| 1987  |
| ----- |
| ≈1300 |

| 2010 |
| ---- |
| 1608 |

## Инфраструктура
центральная усадьба совхоз  «Привольный» (был имени Юркина)
Личное подсобное хозяйство.

## Транспорт
Ближайшая железнодорожная станция Абганерово железнодорожной ветки Волгоград—Тихорецкая Волгоградского региона Приволжской железной дороги расположена в 4 км к юго-западу от Привольного в посёлке Абганерово.